# Leyton Orient Football Club
El Leyton Orient Football Club es un club de fútbol inglés del barrio de Leyton, Londres. Fue fundado en 1881 y juega en la Football League One. Es el segundo club de fútbol más antiguo de Londres después del Fulham Football Club, y es conocido por sus aficionados por su apodo "los O's". Los colores de local del club han sido rojos. Han jugado partidos como local en Brisbane Road desde 1937, habiendo jugado previamente en Millfields y Lea Bridge Road.

## Datos del club
- Mayor goleada conseguida:
  - En campeonatos nacionales: 8-0 al Crystal Palace FC en 1955 y 8-0 al Colchester United en 1988.
- Mayor goleada encajada:
  - En campeonatos nacionales: 0-8 frente al Aston Villa en 1929.
- Máximo goleador: Tommy Johnston con 121 goles.

## Rivalidades
Entre los principales rivales de "los O's" se encuentran Southend United, con quien compiten en el derbi A13. La rivalidad se produjo después de un período en el que Southend era el rival geográficamente más cercano de la liga entre 1998 y 2005. Aunque no han jugado a menudo en la misma división, se han enfrentado en la Copa de la Liga en la temporada 2011-12, Leyton Orient venció a los Shrimpers después de tiempo extra en penaltis. Más recientemente, Southend venció a Orient 3–2 en total en la final del área sur de 2012–13 de la Football League Trophy.
Otros rivales locales incluyen West Ham United, Millwall, Brentford, Dagenham & Redbridge y Barnet. En menor medida y desde un poco más lejos, Brighton & Hove Albion y Cambridge United también se consideran rivales.
Los rivales históricos incluyen los vecinos de Leyton y con los otros dos clubes disueltos/fusionados, Leytonstone y Walthamstow Avenue. La rivalidad de Dagenham & Redbridge continúa las viejas rivalidades de los dos últimos.

## Palmarés
- Football League Second Division (2nd tier):
  - Subcampeones: 1961–62

- Football League Third Division / Third Division South (3rd tier):
  - Campeones: 1955–56, 1969–70

- Football League Fourth Division / League Two (4th tier):
  - Campeones: 2022-23
  - Promoción del tercer puesto: 2005–06
  - Ganadores Play-off: 1988–89

- National League (5th tier):
  - Campeones: 2018-19

- FA Trophy:
  - Subcampeones: 2018-19